# داشخانه (مهاباد)
داشخانه (مهاباد) روستایی در شهرستان مهاباد از توابع استان آذربایجان غربی می‌باشد. فاصله این روستا تا شهر مهاباد نزدیک به ۳۵ کیلومتر می‌باشد که در منطقه شهرویران مهاباد واقع شده و بعد از روستاهای "قرقشلاق" "خورخوره" "گردیعقوب" و "کهنده" قرار گرفته و آخرین و شمالی‌ترین روستای شهرستان مهاباد می‌باشد، طوری‌که بعد از مزارع و نیزارهای این روستا دیگر روستای دیگری نیست.

## جمعیت
این روستا در دهستان مکریان غربی قرار دارد و براساس سرشماری مرکز آمار ایران در سال ۱۳۹۱، جمعیت آن ۴۸۰ نفر (۶۶ خانوار) بوده‌است.

## کتابخانه
زانست
کتابخانه زانست این روستای در پاییز سال ۱۳۹۱ با همیاری اهالی این روستا فعالیت خود را آغاز کرد.
هم‌اکنون این کتابخانه دارای بیش از چهار هزار جلد کتاب بوده و ۱۳۲ نفر از اهالی این روستا عضو این کتابخانه هستند.
این روستا در سال ۱۳۹۵ در دومین جشنواره روستاهای دوستدار کتاب یکی از ده روستای برتر کشور معرفی شد.